# Le Plessis-Patte-d’Oie
Le Plessis-Patte-d’Oie – miejscowość i gmina we Francji, w regionie Hauts-de-France, w departamencie Oise.
Według danych na rok 1990 gminę zamieszkiwało 100 osób, a gęstość zaludnienia wynosiła 35 osób/km² (wśród 2293 gmin Pikardii Le Plessis-Patte-d’Oie plasuje się na 897. miejscu pod względem liczby ludności, natomiast pod względem powierzchni na miejscu 1067.).